# Erndtebrück
Erndtebrück er en by og kommune i Tyskland i delstaten Nordrhein-Westfalen. Byen ligger i Wittgensteiner land i landkreisen Siegen-Wittgenstein.